# Kubakrisen
Kubakrisen var en 13 dagar lång konfrontation i oktober 1962 mellan USA och Sovjetunionen om sovjetiska ballistiska robotar utplacerade på Kuba. Efter att USA upptäckt dessa missiler inledde landet en militärblockad mot Kuba som ledde till flera incidenter som var nära att utlösa ett tredje världskrig.
Krisen löstes slutligen genom en överenskommelse där Sovjetunionen offentligt drog tillbaka sina kärnvapen medan USA i hemlighet avvecklade sina kärnvapenrobotar i Turkiet, den Heta linjen mellan Washington och Moskva etablerades och ett avtal om att minska kärnvapenprov undertecknades.
Historikern Arthur M. Schlesinger, Jr. har kallat Kubakrisen för "det farligaste ögonblicket i mänsklighetens historia". Robert McNamara har i efterhand sagt att det huvudsakligen var tur som förhindrade att Kubakrisen slutade med ett kärnvapenkrig.

## Bakgrund till Kubakrisen

Kalla kriget (1959)

### Kalla kriget
På konferenserna i Potsdam och Jalta hade andra världskrigets segermakter (däribland de nya supermakterna Sovjetunionen och USA) träffats och bedyrat att skapa en bättre värld. Istället inleddes snart en kapplöpning om vem som hade flest kärnvapen. Vapnet hade introducerats i början av kalla kriget och båda supermakterna hotade världen med total förintelse ifall en direkt konflikt dem emellan skulle äga rum. Eftersom denna konfrontation var otänkbar i de allra flestas ögon utkämpades kalla kriget på andra områden där de två ideologiskt motsatta maktblocken försökte att flytta fram sina positioner. En del av denna maktkamp handlade om hur efterkrigstidens Europa skulle utformas. Här spelade Berlin och Tyskland (som båda hade delats upp i fyra ockupationszoner) en viktig roll, men även tredje världen, som Latinamerika, hamnade snabbt i fokus.

### Den kubanska revolutionen

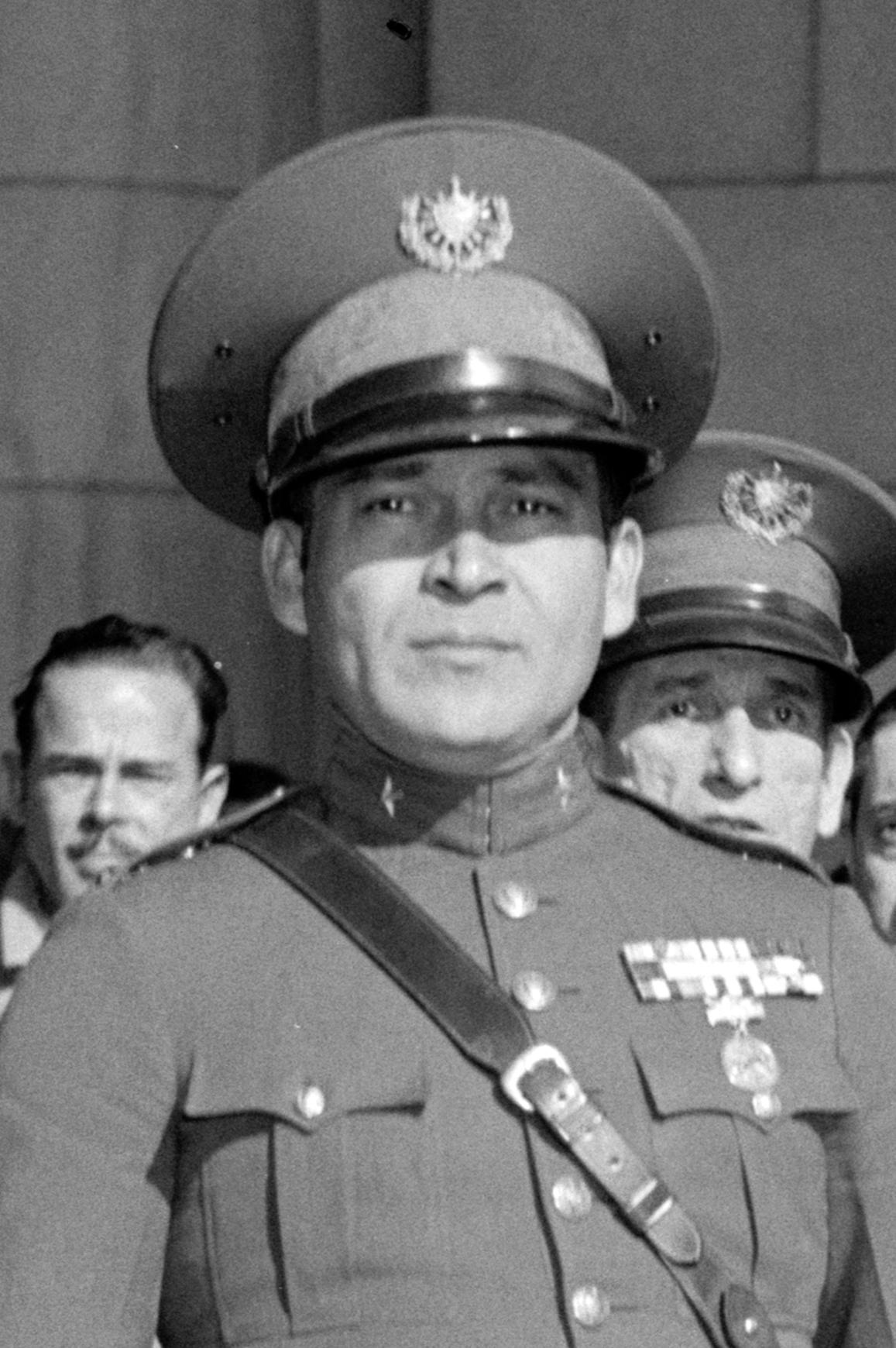
Fulgencio Batista (1959)

Kuba hade blivit självständigt från Spanien år 1898 men USA hade fortfarande ett stort inflytande eftersom Förenta staterna var öns viktigaste handelspartner och hade dessutom investerat mycket pengar i landets sockerindustri. Kuba blev ett semesterparadis för förmögna US-amerikanare som solade, besökte bordeller, bodde på hotell och spelade på öns kasinon. På 1950-talet kontrollerade företag från USA stora delar av Kubas ekonomi.
Trots att den karibiska ön hade blivit självständig 1898 hade US-amerikanska marinsoldater varit kvar på ön fram till 1923. Därefter rådde ett hårt politiskt klimat på Kuba. Diktatorn Gerardo Machado hade styrt landet sedan 1924 men tvingades bort år 1933 av exilkubaner, däribland den USA-stödde överbefälhavaren Fulgencio Batista som tog makten 1934 och som valdes till president 1940. När han förlorade valet 1944 mot Ramòn Grau (som efter valet etablerade en brutal diktatur) flydde Batista landet men återtog makten i en kupp 1952.

Juridikstudenten Fidel Castro engagerade sig sedan slutet av 1940-talet mot de diktatoriska förhållandena på Kuba. När han vann mer och mer gehör för sina idéer fick han också allt farligare fiender och började beväpna sig men efter ett misslyckat anfall mot Moncada-kasernerna gick Castro och hans anhängare i exil i Mexiko där de byggde upp en ny grupp med syfte att genomföra en revolution på Kuba. Vid denna tidpunkt hade Fidel Castro förebilder som nationalisten Simón Bolívar och USA:s f.d. president Abraham Lincoln medan folk i Fidels omgivning som t.ex. Che Guevara och Raul Castro (Fidels bror) anslöt sig till kommunisterna. I november 1956 avseglade Castro med drygt 80 anhängare och landsteg i Kuba den 2 december 1956. Batista ägnade sig alltmer åt tortyr och mord mot oppositionen medan revolutionärernas popularitet ökade stadigt, även militären var splittrad. Diktatorn flydde på nyårsafton 1958 och Castro höll sitt segertal några dagar senare.

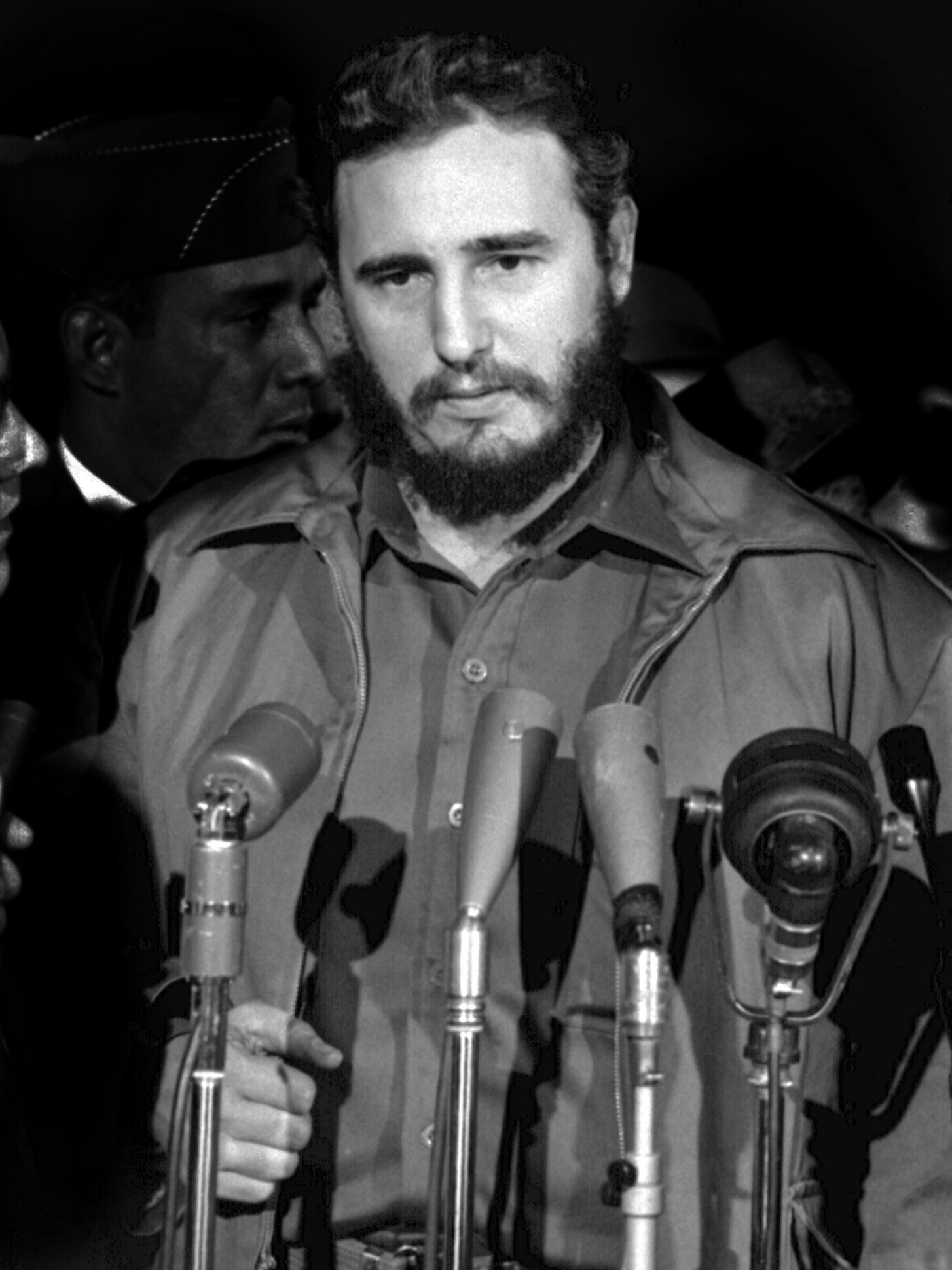
Fidel Castro (1959)

Castro och revolutionen var mycket populära även i USA på grund av Batistas korrupta styre och maffians inflytande, men på grund av att Castro förstatligade olika bolag råkade Kubas regering mer och mer i konflikt med USA:s regering. Castro såg sig som en självständig ledare som kort efter revolutionen besökte USA för att möta Eisenhowers vicepresident Richard Nixon som efter mötet skrev ett PM där han konstaterade att Castro inte var kommunist utan nationalist, men att Castro sympatiserade med idéer som enligt Nixon var "kommunistiska".

### USA:s reaktion på den kubanska revolutionen
I fortsättningen minskade USA sin handel med Kuba, först vägrade man att köpa socker som producerades på ön och sedan slutade man att sälja olja till landet. I gengäld började Sovjet att köpa kubanskt socker och de socialistiska länderna började sälja olja till Castro. De US-amerikanska oljeföretagen på Kuba vägrade dock att bearbeta den råolja som regeringen hade köpt in vilket Castro bemötte genom att förstatliga företagen.

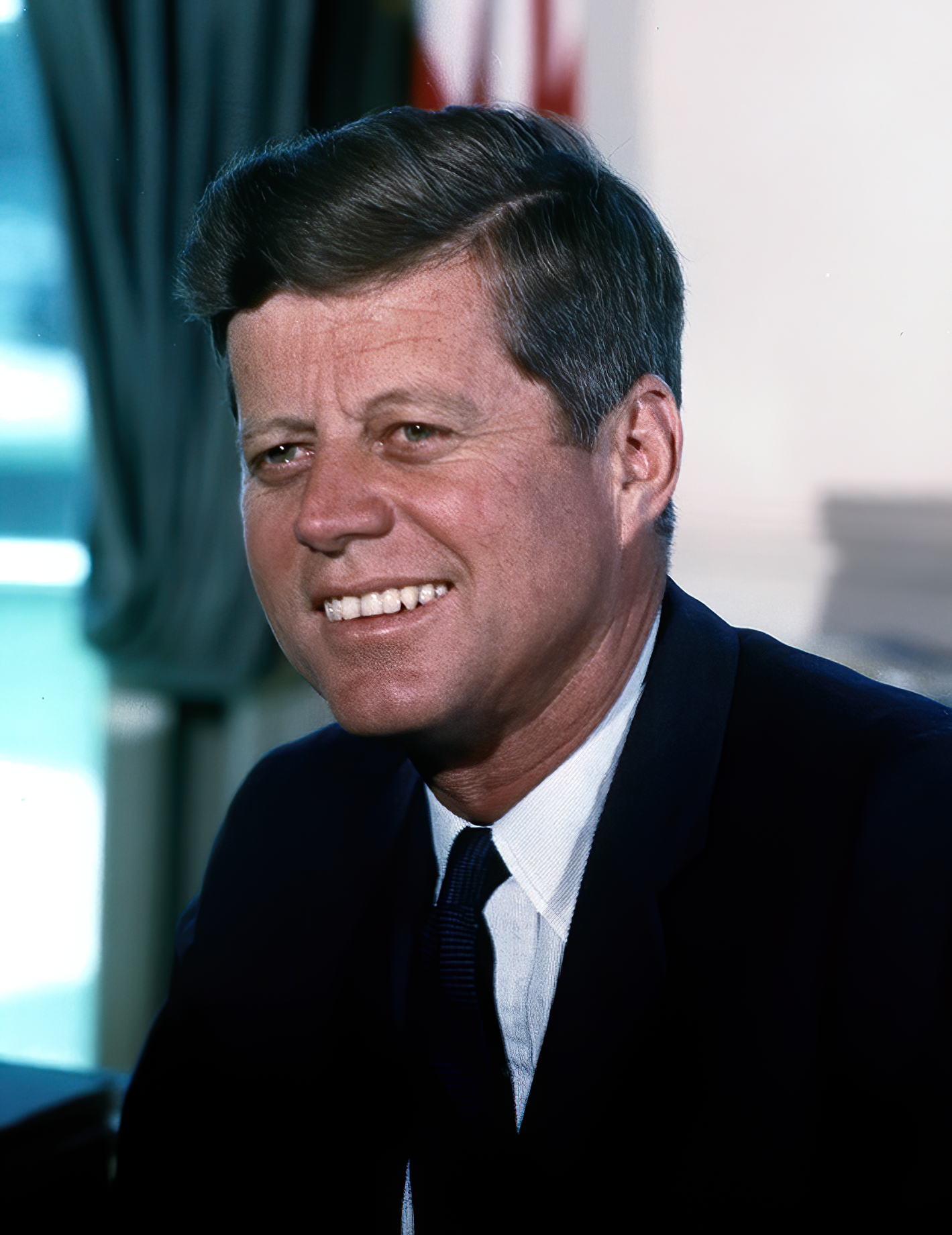
John F. Kennedy (1963)

Våren 1960 hade USA:s president Eisenhower gett grönt ljus för både öppna och hemliga aktiviteter mot Kuba, på hösten bestämdes att CIA skulle bygga upp en 1 500 man stark gerillastyrka i Guatemala. Under presidentvalskampanjen 1960 uppstod en hätsk debatt om att få bort Castro, en ståndpunkt som båda kandidaterna, demokraternas John F. Kennedy och republikanernas Richard Nixon, var överens om. Kennedy hade anklagat Eisenhower för att inte vara tillräckligt tuff mot Castro och när JFK hade vunnit valet i november 1960 fick CIA-chefen Allan Dulles order om att fortsätta med aktiviteterna mot Kuba. CIA:s plan på en landstigning fick principiellt Kennedys godkännande men han ville dölja Förenta staternas inblandning så mycket som möjligt. Därför vägrade Kennedy att ge invasionsstyrkan direkt militärt stöd. Den 1 500 man starka styrkan, som bestod av Exilkubaner, landsteg i Playa Girón (Grisbukten) den 17 april 1961 men utan stöd från USA var de chanslösa mot den överlägsna kubanska armén och efter tre dagar var striderna över.

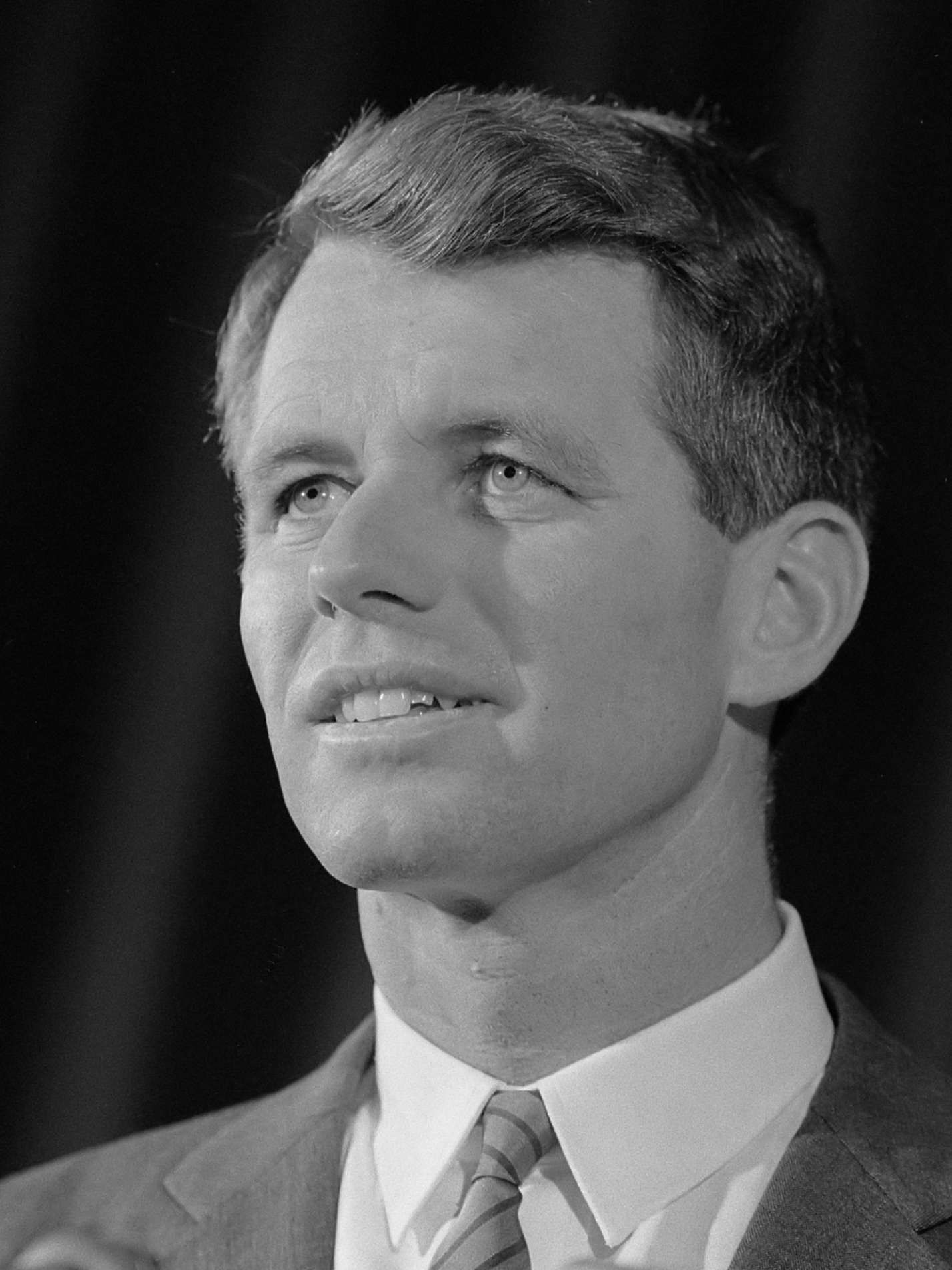
Robert Kennedy (1962)

Efter den misslyckade invasionen letade USA:s regering efter andra sätt att få bort Castro. Under beteckningen Operation Mongoose utvecklade justitieminister Robert Kennedy (John F. Kennedys bror) tillsammans med experter från CIA och Pentagon en plan för att störta och mörda Fidel Castro. Robert Kennedy visade ett stort personligt engagemang i frågan och hade möten med Castrofientliga grupper i sitt hem i Hickory Hill utanför Washington. Fram till oktober 1962 hade Mongoose dock inte gett några resultat varpå Kennedybröderna planerade ett mer aggressivt agerande som exempelvis att spränga broar och bomba oljeraffinaderier på Kuba. Utöver Mongoose planerades även en invasion på Kuba under namnet "Force W", ett projekt som CIA lade 100 miljoner US-Dollar på och som sysselsatte 500 agenter som ansvarade för 3 000 exilkubaner. CIA samarbetade även med USA:s maffialedare, Sam Giancana för att mörda Castro. Maffians motiv var att de hade blivit av med sina vinstbringande kasinon på Kuba efter revolutionen på ön. Därtill genomförde USA invasionsövningar nära Kuba under namnet "ORTSAC" (Castro baklänges).
Händelserna i Grisbukten ledde till att Castro förklarade att Kuba var socialistiskt och den karibiska ön intensifierade sina band med Sovjetunionen som gav det lilla landet ett starkare militärt stöd. Därtill hade Castro skrämts av Operation Mongoose som syftade till att ta livet av honom. USA:s invasionsövningar övertygade Castro att en US-amerikansk invasion på Kuba var nära införstående. Denna övertygelse blev en viktig orsak till att Castro instämde i planen att placera kärnvapenrobotar på Kuba.

### Sovjetunionens beslut att placera kärnvapenrobotar på Kuba

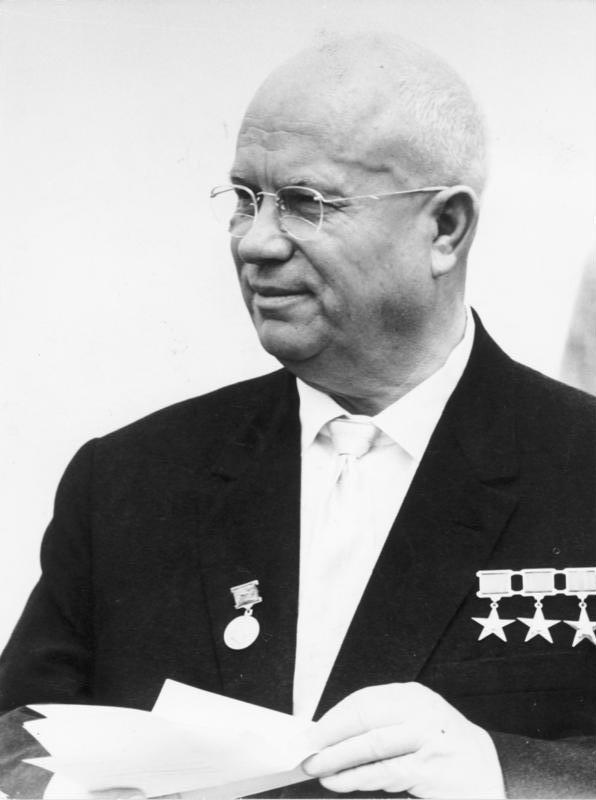
Nikita Chrusjtjov (1963)

Sovjetunionens ledare Nikita Chrusjtjov var övertygad om att den sovjetiska formen av kommunism skulle ge människorna ett bra liv och att det därför var viktigt att bevara systemet. Att visa svaghet, befarade Chrusjtjov, hade inneburit risken att bli attackerad av USA och hade därmed omintetgjort drömmen om ett bättre liv för människorna i Sovjet. Därför var det viktigt för honom att visa styrka utåt. Att visa styrka var även viktigt för att dölja Sovjetunionens svaghet. Landet hade fortfarande inte återhämtat sig från andra världskriget och var omringat av US-amerikanska militärbaser. Och trots att välståndet växte i det kommunistiska landet under senare delen av 1950-talet utgjorde den allt större produktionen av både konsumtionsvaror och militär produktion en stor belastning för Sovjetunionens ekonomi.

Under valrörelsen 1960 hade John F. Kennedy påstått att det fanns en sovjetisk överlägsenhet när det gäller kärnvapen. Men i verkligheten fanns det ingen "raketlucka" ("missile gap") till USA:s nackdel utan tvärtom hade Förenta Staterna nio gånger så många kärnvapen som Sovjetunionen. Ändå initierades en långtgående upprustning av USA:s strategiska kärnvapen 1961 som även innebar att stationera medeldistansrobotar av typen PGM-19 Jupiter i Italien och Turkiet. Försvarsbudgeten ökade kraftigt under Kennedys presidentperiod.

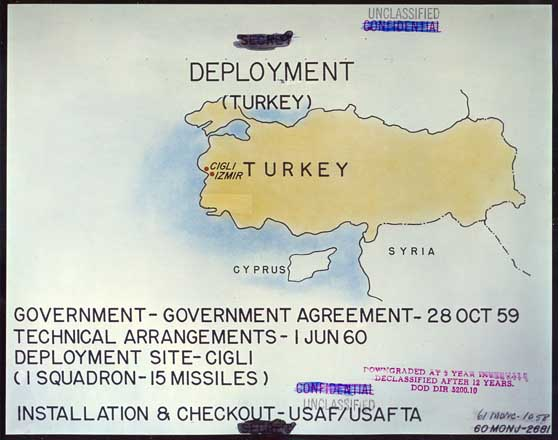
Jupiterrobotarna i Turkiet

När USA stationerade kärnvapenrobotar i Turkiet våren 1962 utgjorde detta utifrån ett sovjetiskt perspektiv ett hot mot den egna säkerheten eftersom missilerna på bara några minuter kunde förstöra Kiev, Minsk och Moskva. Dessutom förfogade USA (till skillnad från Sovjetunionen) över hundratals interkontinentalrobotar medan Sovjetunionen enbart hade tillgång till bombflygplan och medeldistansrobotar, vilket då blev ett viktigt argument för Chrusjtjov att placera kärnvapenrobotar på Kuba för att utjämna maktbalansen. Efter ett möte vid Svarta Havet mellan Chrusjtjov och hans försvarsminister Rodion Malinosvkij i maj 1962 togs beslutet av kommunistpartiets presidium att placera en kärnvapenstyrka på Kuba. Chrusjtjov själv sa om saken att han ville ge USA "en dos av deras egen medicin".

## Kubakrisens förlopp

### "Operation Anadyr"

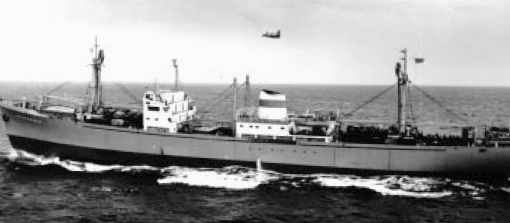
Sovjetiskt fartyg på väg mot Kuba

I slutet av maj åkte en sovjetisk delegation till Havanna för att diskutera förslaget med Kubas regering och i juni accepterades fördraget som innebar att kärnvapenrobotar skulle placeras på Kuba. Därmed kunde Operation Anadyr verkställas som hade fått sitt namn från en flod i Sibirien vilket skulle ge intrycket att operationen handlade om aktiviteter i nordöstra Sovjetunionen. Sedan juli förbereddes en flotta på 85 skepp som transporterade 50 000 soldater, fem regementen med både medeldistans- och långdistansrobotar samt både stridsflygplan och bombplan av typen MIG-21 och IL-28 till Kuba. De första robotarna anlände i början av september, drygt en månad senare hade hela frakten nått den karibiska ön. Sovjetunionen byggde sex baser för robotar av typen R-12 Dvina och tre baser för robotar av typen R-14 Tjusovaja. Väl framme flyttades robotarna till baserna, dock enbart nattetid för att dölja dem så bra som möjligt. I början av Kubakrisen hade Sovjet hunnit att stationera 162 kärnvapen, därtill fanns det även kryssningsmissiler på ön som var till för att slå tillbaka en eventuell invasion.
Redan i slutet av juli hade Sveriges hemliga underrättelsetjänst T-kontoret (som underhöll hemliga förbindelser med flera NATO-länder, däribland USA och Storbritannien) registrerat Sovjetunionens ökade trafik i Östersjön och via ett nätverk av agenter i Östeuropa fick T-kontoret information om ovanliga aktiviteter i Leningrads hamn. Sedan slutet av augusti hade USA genom spaningsflyg registrerat nya militära anläggningar på Kuba samt närvaron av sovjetiska ingenjörer. CIA registrerade skeppstrafiken mellan båda länderna men de fick ingen vetskap om vad skeppen transporterade. När underrättelsetjänsten i augusti upptäckte luftvärnsrobotar av typen SA-2 började man fatta vissa misstankar i USA som John F. Kennedy kommenterade i ett tal den 13 september där han klargjorde att USA skulle göra vad som krävdes ifall landets säkerhet blev hotad eller om Kuba skulle bli en sovjetisk militärbas.

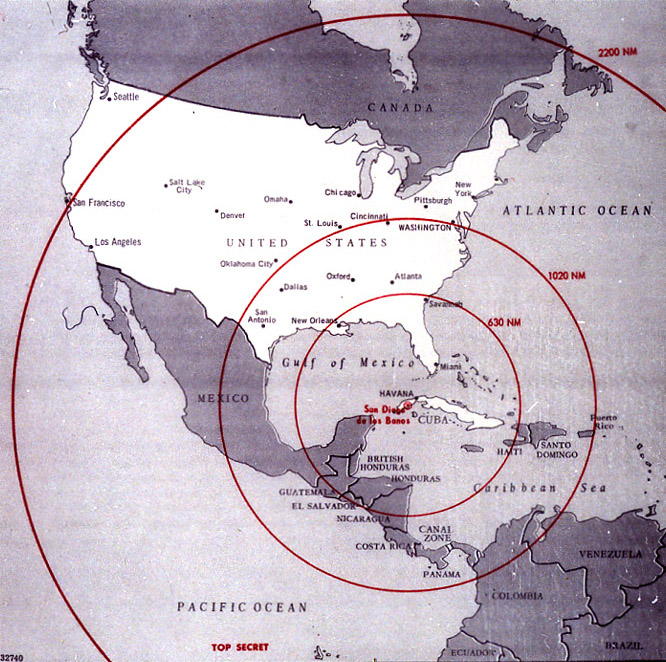
Missilernas räckvidd

### Missilerna upptäcks
Den 14 oktober 1962 flög ett amerikanskt spaningsflygplan av typen U-2 över Kuba och tog flygbilder som visade att Sovjetunionen höll på att bygga baser för sovjetiska ballistiska SS-4-medeldistansrobotar. Därtill hade USA fått information av CIA-spionen Oleg Penkovsky som jobbade inom den sovjetiska militären. Belägna ca 15 mil utanför USA:s fastland kunde de snabbt nå mål i östra USA. Morgonen den 16 oktober hade President Kennedy fått en inledande redogörelse och strax före kl. 12 fick han en grundlig genomgång av situationen på Kuba som kulminerade i olika uppfattningar huruvida robotarna var stridsklara eller inte. Vissa analyser sade att en del av kärnvapenstyrkan kunde vara avfyrningsklar inom 10 dagar.

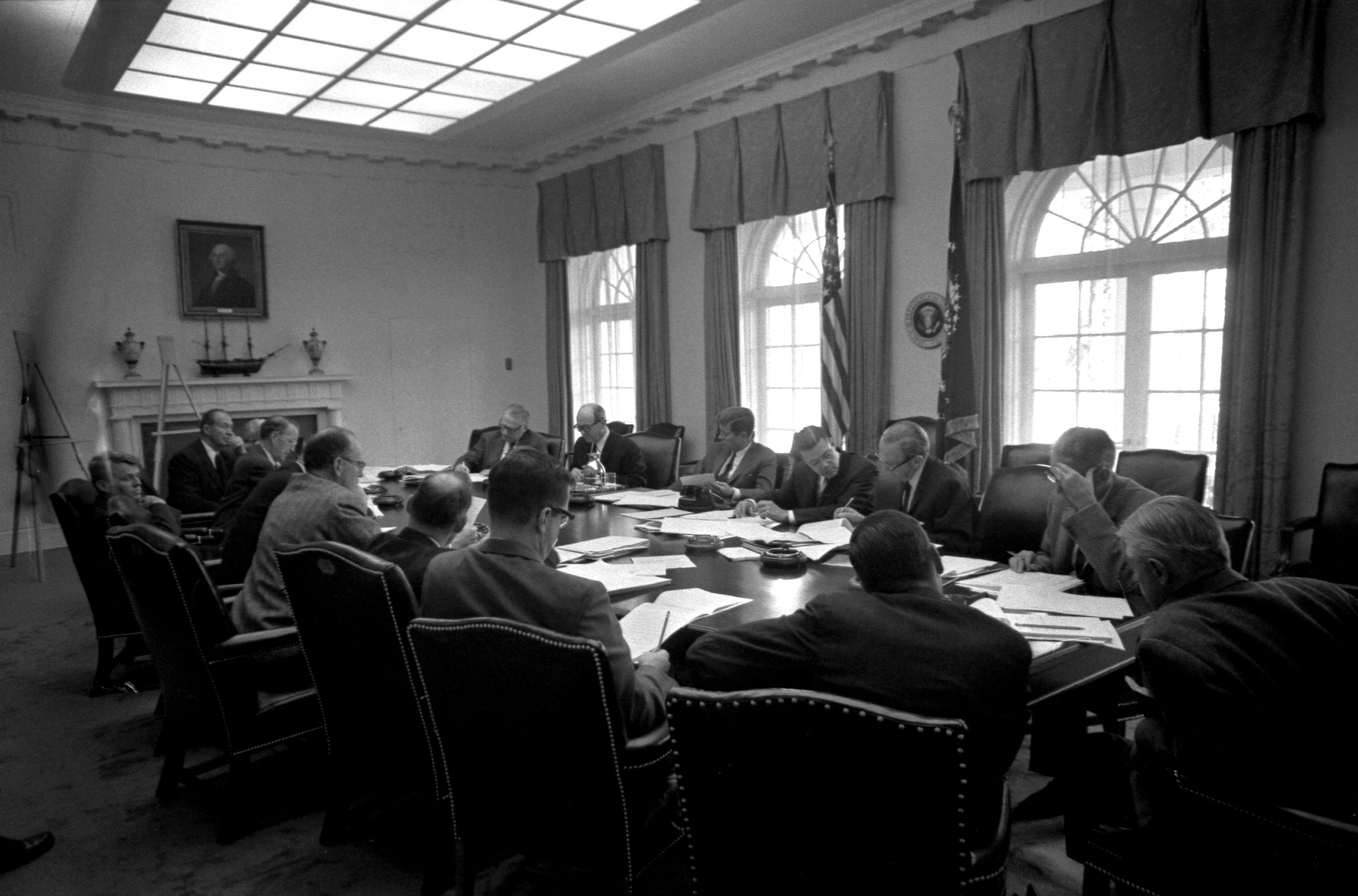
EXCOMM-möte (29 oktober)

Samma dag som bildanalysen presenterats, 16 oktober, bildades kommittén "ExCom" där rådgivare och militär deltog för att fundera på hur situationen skulle lösas. För Kennedy och ExCom var missiler på Kuba oacceptabla och under en vecka diskuterades olika alternativ, allt ifrån att bomba missilbaserna och att invadera ön. Den som tydligast var för ett militärt angrepp mot Kuba var generalen Curtis LeMay. LeMays uppfatttning var att USA var överlägset när det gällde antalet kärnvapen och att Sovjetunionen därför inte skulle våga slå tillbaka. Kennedy var emot en militär lösning eftersom han befarade ett det skulle leda till ett kärnvapenkrig där enligt hans uppskattning ca 70 miljoner amerikaner skulle dö. Problemet med flyganfall mot Kuba var dessutom att det inte kunde garanteras att alla robotbaser skulle slås ut. En blockad däremot kunde öppna för förhandlingar, ett alternativ som stöddes av försvarsminister Robert McNamara, FN-ambassadören Adlai Stevenson, talskrivaren Theodore Sorensen och Robert Kennedy. Slutligen bestämde sig Kennedy för att gå med på blockaden och att därmed hindra sovjetiska fartyg från att utföra ytterligare leveranser. Officiellt användes begreppet "karantän" eftersom en blockad hade inneburit en krigshandling. Samtidigt beordrade Kennedy USA:s största mobilisering sedan andra världskriget. Att det faktiskt fanns kärnvapen på Kuba som var redo för avfyrning hade Kennedy och hans medarbetare ingen aning om.

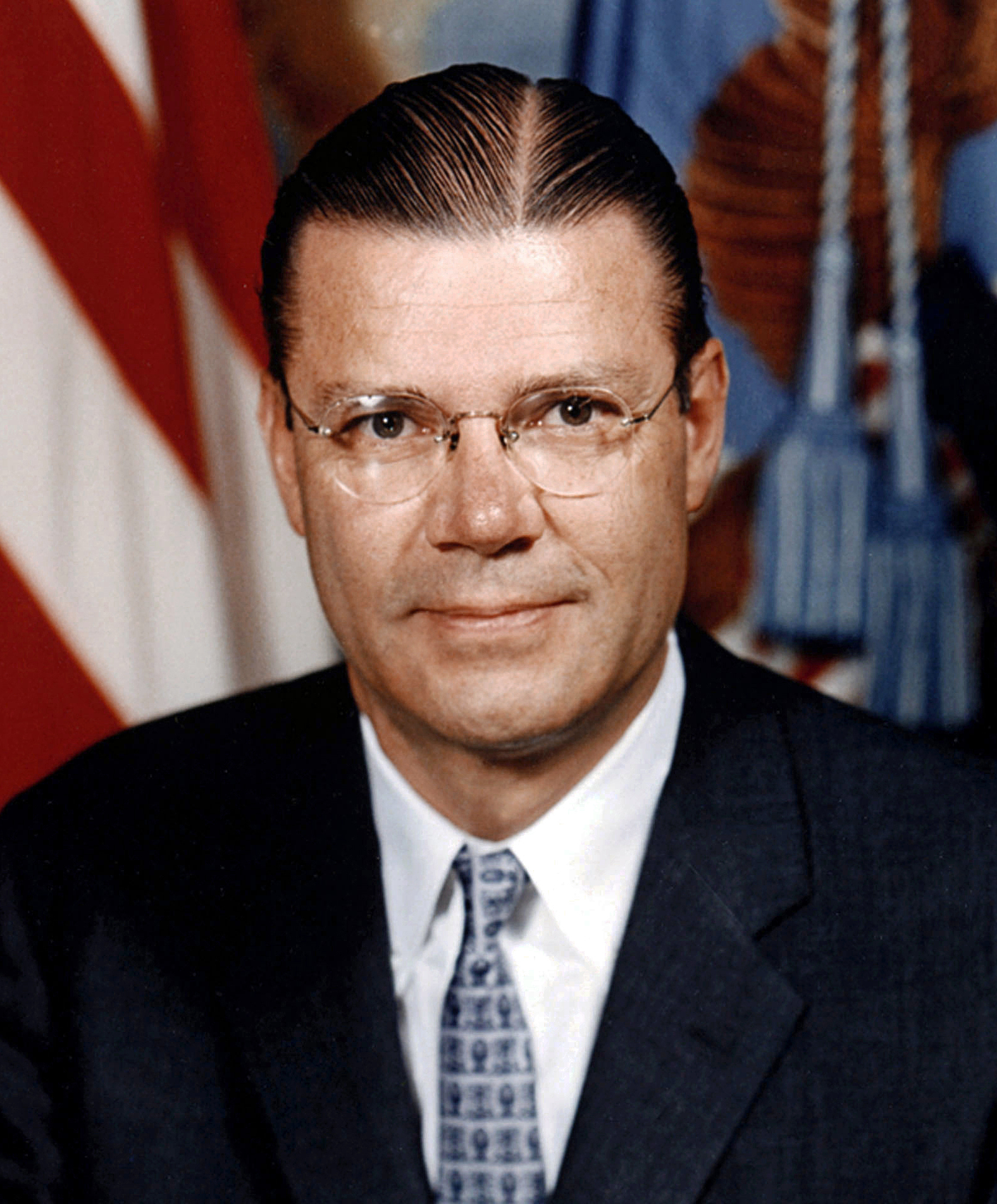
Robert McNamara (1961)

Den 22 oktober 1962 kl. 19.00 höll Kennedy ett TV-sänt tal från ovala rummet i Vita huset där han informerade USA:s befolkning om missilernas existens och varnade Sovjetunionen att ett anfall med kärnvapen mot något land på västra jordklotet skulle leda till "en total vedergällningsaktion mot Sovjetunionen". Han tydliggjorde att regeringen var fast besluten att få bort missilerna från Kuba, även om det krävde militärt våld. Detta ledde till hamstringsköp bland människor i USA som befarade att ett kärnvapenkrig var nära. Samtidigt beordrades Strategic Air Command att gå till Defense Readiness Condition (DEFCON) 3, vilket innebar att hela den kärnvapenbestyckade bombplansflottan skulle kunna lyfta inom en kvart ifall presidenten gav order till det.

### Blockaden
Morgonen den 24 oktober var stämningen spänd i Moskva. Sovjetunionens utrikesministerium vägrade acceptera blockaden samtidigt som Chrusjtjov var beredd att träffa Kennedy. Den 24 oktober kl. 14 Greenwich Mean Time trädde blockaden i kraft samtidigt som USA höjde sin beredskap till DEFCON 2 (DEFCON 1 innebar kärnvapenkrig). Amiral Anderson hade gett order om att USA skulle sänka de sovjetiska fartyg som vägrade stanna.
På den sovjetiska sidan funderade man nu på hur man skulle reagera. Enligt Chrusjtjovs assistent Fjodor Burlatsky fanns det vissa som förespråkade att bryta igenom blockaden och se vad som händer. Detta var även Chrusjtjovs hållning till en början, men efter samtal med Anastas Mikojan (ordförande i Högsta Sovjets presidium) ändrade sig den sovjetiske ledaren och gav order om att fartygen skulle stanna.
I USA tolkades detta som att ryssarna fegade ur och att Kennedys hårda linje mot "kommunisterna" var nyckeln till framgång. "Vi står öga mot öga, och den andra blinkade just", som Dean Rusk uttryckte det. Enligt Sergej Chrusjtjov (Nikita Chrusjtjovs son) menade hans far dock att man ibland måste blinka, inte för att man är feg utan för att man är klok.
Michael Dobbs ifrågasätter den gängse uppfattningen att Kennedys hårda hållning tvingade Chrusjtjov att "blinka" eftersom det enligt Dobbs var väldigt svårt att fastställa de sovjetiska fartygens exakta positioner ute på havet. Dessutom kom rapporterna in med flera timmars försening och USA:s flotta hade inte mycket mer kunskap än Vita huset. Dobbs sammanfattar: "[...] Chrusjtjov hade blinkat under krisens första natt, men det tog nästa trettio timmar innan beslutsfattarna i Washington såg blinkningen".
I Moskva var Chrusjtjov oroad över hur Kubakrisen hade utvecklats. Han hade själv bevittnat andra världskriget, som 30 miljoner sovjetiska medborgare dog i, och fruktade ett nytt krig som skulle utkämpas med kärnvapen om det ägde rum. Sovjetledaren ville vidare att det kommunistiska Kubas existens skulle vara säkrat och förberedde den politiska ledningen på att avveckla robotbaserna på den karibiska ön.

### Sammandrabbning i FN:s säkerhetsråd

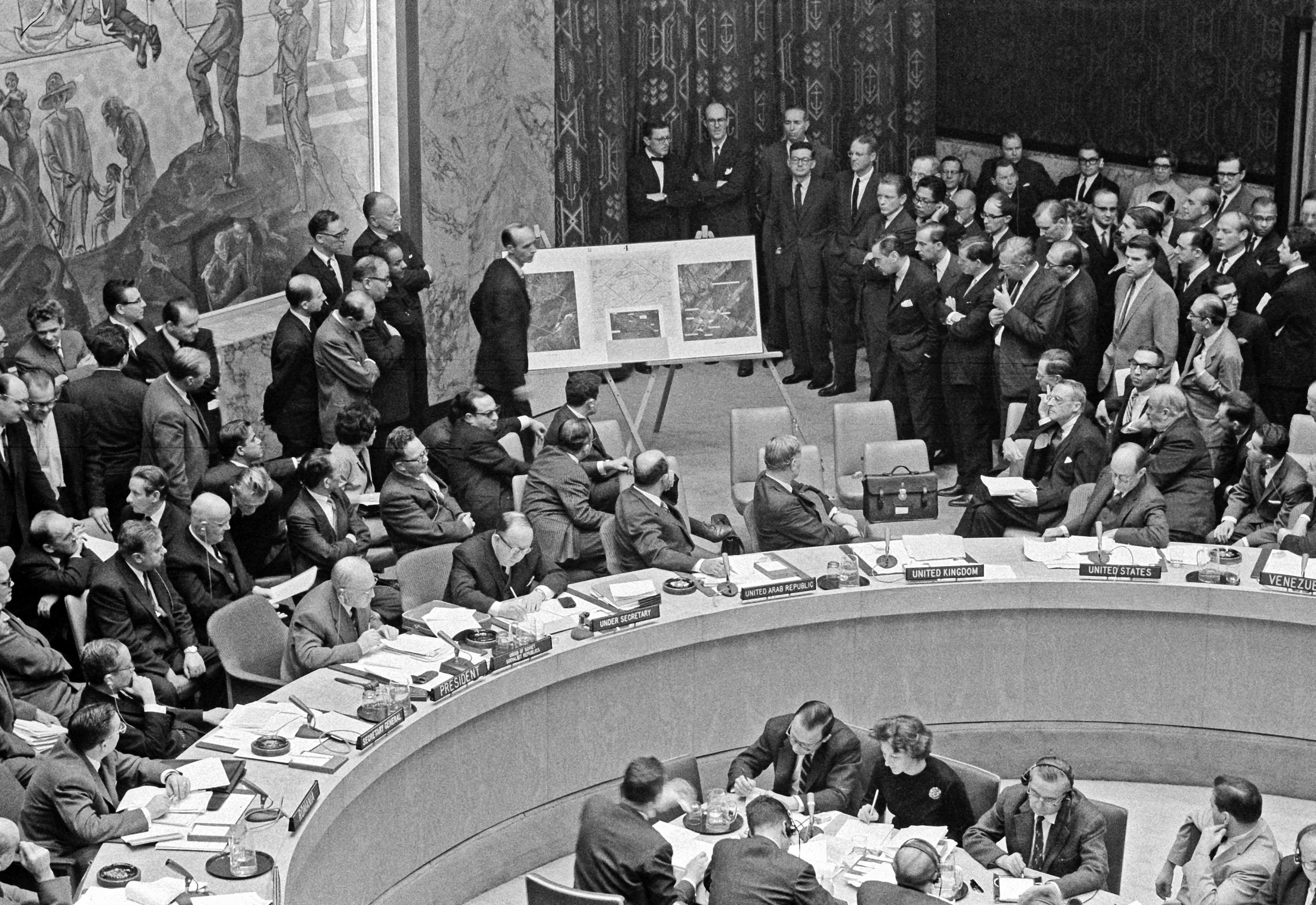
Stevenson visar foton på missilramperna

Samtidigt inleddes förhandlingar i FN:s säkerhetsråd mellan USA:s FN-ambassadör Adlai Stevenson och hans sovjetiske motsvarighet Valerian Zorin. Zorin hade inte fått några instruktioner från Moskva om hur han skulle agera under Kubakrisen och därför ägnade han sig först åt att försöka dölja och förneka de sovjetiska robotarna på Kuba. När Stevenson pressade Zorin om robotbaserna svarade den sovjetiske ambassadören undvikande, och när flygplansfoton över robotbaserna visades upp i säkerhetsrådet svarade Zorin att han inte tänkte titta på foton.

### Kennedy vill visa handlingskraft
Fyra dagar efter att blockaden hade trätt i kraft hade ännu inte ett enda fartyg bordats vilket ledde till att journalister ifrågasätta blockadens effektivitet. För Kennedy var det viktigaste hur allmänheten såg på åtgärden, därför ville han visa handlingskraft genom att söka igenom ett fartyg, vilket blev det libanesiska fartyget Marucla som hade lastat papper, svavel och reservdelar till lastbilar. Fördelen med att undersöka ett libanesiskt fartyg var att Kennedy kunde visa sin beslutsamhet samtidigt som risken för en konfrontation med Sovjetunionen var obefintlig. Jagaren USS Joseph P. Kennedy Jr. (uppkallad efter presidentens bror) valdes ut för att följa och borda Marucla. Flottans ledning gav order om att förhålla sig vänligt och att, vid behov, även dela ut sötsaker. Mötet ombord Marucla blev en vänskaplig tillställning där besättningen bjöd på kaffe och tillät amerikanerna att söka igenom skeppet. För att demonstrera sin handlingskraft inför både militären och folket såg Kennedy till att hålla journalisterna uppdaterade om händelserna ombord Marucla.
Ungefär samtidigt ägde en liknande incident rum när det svenska fraktfartyget Coolangatta under kapten Nils Carlsson hade tagit sig igenom blockadlinjen den 26 oktober. Med potatis ombord och med destination Havanna trodde han inte att Coolangatta skulle intressera den amerikanska flottan. När jagaren USS Newman K. Perry närmade sig det svenska fartyget signalerade den att Coolangatta skulle stanna för inspektion, men Carlsson lät bli att svara eftersom potatisen höll på att ruttna och dessutom var han irriterad på att Förenta staterna ifrågasatte hans rätt att röra sig fritt på havet. Incidenten löstes genom att McNamara gav order om att släppa det svenska fartyget. Utifrån USA:s regerings synvinkel var det problematiska med denna reaktion att den kunde användas för att ifrågasätta hur hårt regeringen höll på blockaden. Men förutom några få personer kände ingen till händelsen och den uppmärksammades heller inte i media.

### Konfrontation till sjöss

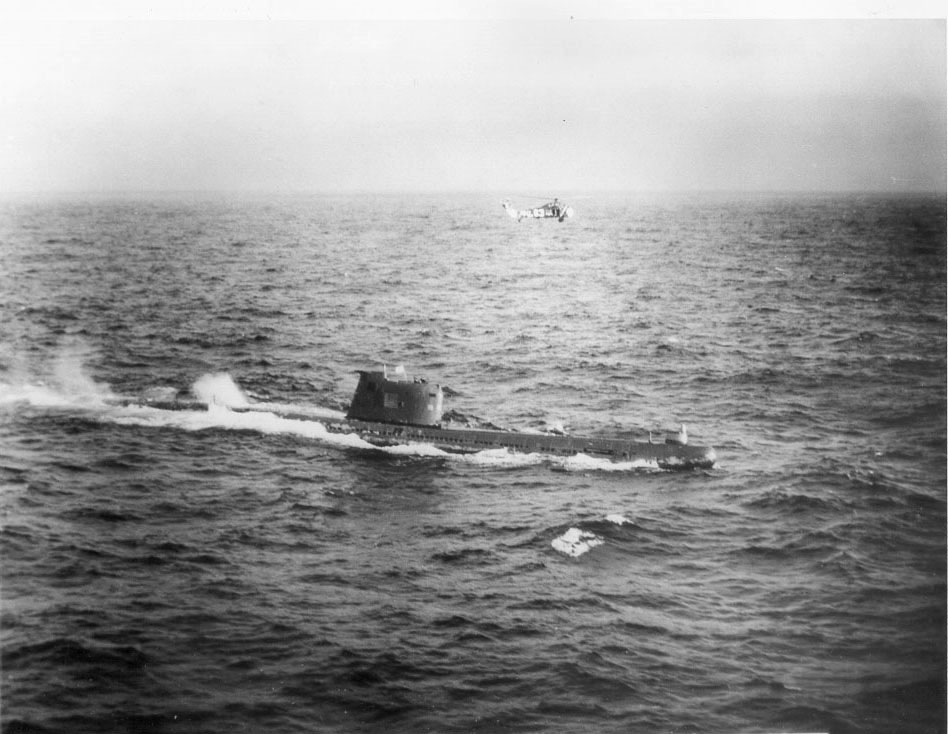
B-59 tvingas upp till ytan

Men trots att skeppen hade vänt var situation fortfarande mycket farlig eftersom flera incidenter inträffade där sovjetiska och amerikanska fartyg var nära att hamna i strid med varandra. Så berättar kapten Michail Sjumakov att hans ubåt attackerades med sjunkbomber av en jagare och att bara en undvikande manöver förhindrade att ubåten rammades av det amerikanska fartyget. En liknande incident utspelade sig ombord på B-36 som var nära att rammas av jagaren USS Charles P. Cecil. Den mest dramatiska händelsen utspelade sig den 27 oktober när den sovjetiska ubåten B-59 attackerades av jagaren USS Beale genom sjunkbomber. Ubåtens kapten, Valentin Savitskij och delar av besättningen trodde att det tredje världskriget hade börjat och Savitskij ville avfyra en kärnvapenladdad torped mot det amerikanska hangarfartyget USS Randolph. Men det krävde att de tre högsta officerarna godkände användningen vilket en av dem, Vasilij Archipov, inte gjorde. Om torpeden med sin sprängkraft på 10 kiloton (uppgifterna varierar dock: källorna nämner allt mellan drygt tre kiloton och 15 kiloton; som jämförelse: "Little Boy" hade en sprängkraft på 15 kiloton) hade blivit avfyrad hade detta förmodligen lett till ett tredje världskrig, vilket Archipovs beslut förhindrade. Det är dock omtvistat om hur nära torpeden var att bli avfyrad eftersom det krävdes ganska mycket förberedelse för det. Kapten Savitskijs order kan också ha varit resultatet av att han tillfälligt tappade humöret.
Samma dag inträffade ännu ett kritiskt ögonblick när ett spaningsflygplan sköts ner över Kuba vilket ledde till piloten Rudolf Andersons död. I det ögonblicket var det många som trodde att en direkt militär konfrontation var oundviklig.

### Kubakrisens lösning
Krisen var ännu inte över. USA trodde att vissa av raketramperna redan var färdigställda så hotet kvarstod. Det världspolitiska läget var nu också så spänt att någon öppen lösning inte fanns. Efter en trevare från den sovjetiska ledaren Nikita Chrusjtjov slöts ett avtal om att ramperna skulle monteras ned under förutsättning att USA lovade att aldrig militärt angripa Kuba. Vidare antydde Robert Kennedy för den sovjetiske ambassadören Dobrynin att USA skulle ta bort sina robotar i Italien och Turkiet, men att detta var något som USA aldrig skulle tillkännage offentligt.

## Kubakrisens resultat
Efter Kubakrisen installerades den "heta linjen", en telefonförbindelse som möjliggjorde en snabb kommunikation mellan Washington och Moskva för att underlätta för snabba lösningar vid liknande kriser i framtiden. I augusti 1963 ingick länderna ett avtal om att inte göra några kärnvapenprov i området.
I och med att nedtagandet av robotarna i Italien och Turkiet inte offentliggjordes ansågs Chrusjtjov vara den som drog det kortare strået i denna konflikt och överlag utgår man ifrån att det var en viktig orsak till att han senare avsattes. Trots att man lovat att inte angripa Kuba militärt igen var relationen mellan USA och Kuba mycket kylig, vilket bland annat inneburit att USA sanktionerat Kuba mycket hårt ända sedan krisen. På Kuba kallas händelsen för Oktoberkrisen.

## Media
(listat kronologiskt)
- The Missiles of October, TV-dokudrama från 1974 om krisen
- The World Next Door, roman från 1990 av Brad Ferguson, som utspelas under denna period
- Rätt upp i 90-talet!, amerikansk romantisk drama från 1999, som utspelas under denna period
- Resurrection Day, historieroman från 1999 av Brendan DuBois, som utspelas under denna period
- Tretton dagar (film), långfilm från 2000 om krisen, regisserat av Roger Donaldson
- The Fog of War, amerikansk dokumentär från 2003 om livet och tiden för USA:s tidigare försvarsminister Robert S. McNamara
- The Kennedys (TV-serie), en miniserie från 2011 om Kennedyfamiljen, inklusive en dramatisering av krisen
- X-Men: First Class, en superhjältefilm från 2011, som utspelas under denna period

## Fotnoter
1. ↑  ”Cuban Missile Crisis | JFK Library”. www.jfklibrary.org. https://www.jfklibrary.org/learn/about-jfk/jfk-in-history/cuban-missile-crisis. Läst 7 juni 2019.
2. ↑  Dobbs, Michael, Kubakrisen, Stockholm: Bokförlaget Forum 2008, sid. 9
3. ↑  ”ROBERT McNAMARA”. nsarchive2.gwu.edu. https://nsarchive2.gwu.edu/coldwar/interviews/episode-11/mcnamara2.html. Läst 24 februari 2021.
4. ↑  ”Luck in war: Two Cold War cases” (på amerikansk engelska). Armed Forces Journal. 19 december 2013. http://armedforcesjournal.com/luck-in-war-two-cold-war-cases/. Läst 24 februari 2021.
5. ↑  Kumm, Björn, Kalla kriget, Lund: Historiska Media 2006, sid. 7, ISBN 978-91-88930-93-4
6. ↑  Harrison, Dick, Världens dramatiska historia. Kalla kriget, Historiska Media 2020, sid. 75-76
7. ↑  Dobbs, sid. 30
8. ↑  Dobbs, sid. 29
9. ↑  Älmeberg, Roger, Då världen höll andan. Kubakrisen 1962, Norstedts Förlagsgrupp AB 2009, sid. 40-42
10. ↑  Älmeberg, sid. 41-43
11. ↑  Älmeberg, sid. 44
12. ↑  Biermann, Werner, Am Abgrund. Anatomie der Kuba-Krise, WDR 2002, tid: 09:20, länk: https://www.youtube.com/watch?v=ltV6JgurJdA
13. ↑  Kumm, sid. 230
14. ↑  Älmeberg, sid. 49
15. ↑  Kumm, sid. 232
16. ↑  Älmeberg, sid. 49-51
17. 1 2  Biermann,  tid: 20:30
18. ↑  Kumm, sid. 240
19. ↑  Dobbs, sid. 21
20. ↑  Dobbs, sid. 18-19
21. ↑  Kumm, sid. 240-243
22. ↑  Älmeberg, sid. 47-48
23. ↑  Harrison, sid. 76
24. ↑  Dobbs, sid. 24
25. ↑  Biermann, tid: 02:10
26. 1 2  Dobbs, sid. 49
27. ↑  Älmeberg, sid. 46
28. 1 2  Kumm, sid. 242
29. ↑  Schwarz, Benjamin. ”The Real Cuban Missile Crisis” (på amerikansk engelska). The Atlantic. https://www.theatlantic.com/magazine/archive/2013/01/the-real-cuban-missile-crisis/309190/. Läst 22 april 2018.
30. ↑  Älmeberg, sid. 15-16
31. 1 2 3  ”Nuclear Close Calls: The Cuban Missile Crisis” (på engelska). Atomic Heritage Foundation. https://www.atomicheritage.org/history/nuclear-close-calls-cuban-missile-crisis. Läst 8 juni 2019.
32. ↑  Älmeberg, sid. 15-19
33. ↑  Älmeberg, sid. 23-24
34. ↑  Dobbs, sid. 38-40
35. ↑  Älmeberg, sid. 30-32
36. 1 2  ”Cuban missile crisis | History, Facts, & Significance” (på engelska). Encyclopedia Britannica. https://www.britannica.com/event/Cuban-missile-crisis. Läst 8 juni 2019.
37. ↑  Biermann, tid: 26:40
38. 1 2 3 4 5 6  Editors, History com. ”Cuban Missile Crisis” (på engelska). HISTORY. https://www.history.com/topics/cold-war/cuban-missile-crisis. Läst 5 juni 2019.
39. ↑  Dobbs, sid. 13-15
40. ↑  Kumm, sid. 243
41. ↑  Dobbs, sid. 32-33, 42-43, 53-54
42. ↑  Biermann, tid: 37:45
43. ↑  Biermann, tid: 43:00
44. ↑  Dobbs, sid. 62-63
45. ↑  Dobbs, sid. 64
46. ↑  Älmeberg, sid. 205-207
47. ↑  Älmeberg, sid. 216
48. ↑  Dobbs, sid. 100
49. 1 2 3  Biermann, tid: 49:30
50. ↑  Älmeberg, sid. 207-208
51. ↑  Dobbs, sid. 102
52. ↑  Dobbs, sid. 102-105
53. ↑  Dobbs, sid. 127-129
54. ↑  Dobbs, sid. 145-147
55. ↑  Dobbs, sid. 150
56. ↑  Älmeberg, sid. 260
57. ↑  Dobbs, sid. 151, 161-162
58. ↑  Dobbs, sid. 163-164
59. ↑  Kumm, sid. 244
60. ↑  Biermann, tid: 54:00
61. 1 2 3  Roblin, Sebastien (17 juni 2019). ”The Real (Underwater) Cuban Missile Crisis Almost No One Knows About” (på engelska). The National Interest. https://nationalinterest.org/blog/buzz/real-underwater-cuban-missile-crisis-almost-no-one-knows-about-63087. Läst 18 juni 2019.
62. ↑  ”Hiroshima och Nagasaki”. Lär om kärnvapen. http://laromkarnvapen.se/historia/hiroshima-och-nagasaki/. Läst 7 juni 2019.
63. ↑  Wilson, Edward (27 oktober 2012). ”Thank you Vasili Arkhipov, the man who stopped nuclear war | Edward Wilson” (på brittisk engelska). The Guardian. ISSN 0261-3077. https://www.theguardian.com/commentisfree/2012/oct/27/vasili-arkhipov-stopped-nuclear-war. Läst 2 juni 2019.
64. 1 2  Harrison, sid. 79